# Leucorrhinia hudsonica
Leucorrhinia hudsonica is een libellensoort uit de familie van de korenbouten (Libellulidae), onderorde echte libellen (Anisoptera).
De wetenschappelijke naam Leucorrhinia hudsonica is voor het eerst geldig gepubliceerd in 1850 door Selys.